# مرکز خرید روک آل ماره
مرکز خرید روک آل ماره (استونیایی: Rocca al Mare Kaubanduskeskus, تلفظ استونیایی: [ˈrokˑˈɑlˑˈmɑ:re]) یک مرکز خرید در شهر تالین، استونی است.
این مرکز خرید که در سال ۱۹۹۸ تأسیس شده دارای ۳ طبقه، ۱۷۰ فروشگاه و ۷۰٫۰۰۰ مترمربع مساحت می‌باشد.

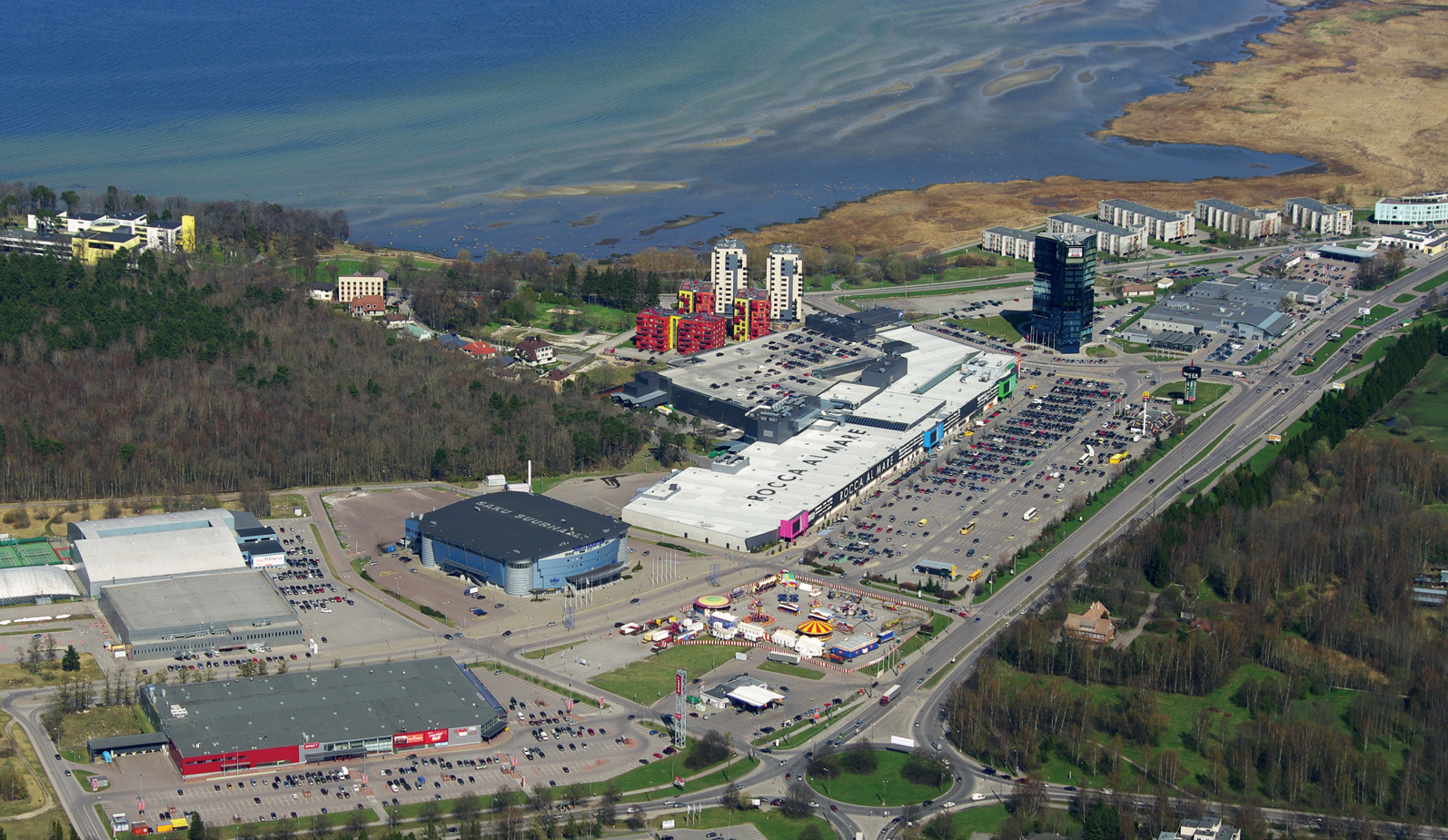
نمای هوایی از مرکز خرید روک آل ماره (راست) و ساکو سورهال آرنا (وسط)